# 오세아니아 요리

오세아니아

오세아니아 요리(Oceania 料理)는 오세아니아 대륙의 요리이다.

## 분류
지리적으로 다음과 같이 나눌 수 있다.
- 멜라네시아 요리
- 미크로네시아 요리
- 오스트랄라시아 요리
- 폴리네시아 요리

오세아니아 요리에 속하는 요리는 다음과 같다.
- 나우루 요리
- 뉴질랜드 요리
- 동티모르 요리
- 마셜 제도 요리
- 미크로네시아 연방 요리
- 바누아투 요리
- 사모아 요리
- 솔로몬 제도 요리
- 오스트레일리아 요리
- 키리바시 요리
- 통가 요리
- 투발루 요리
- 파푸아뉴기니 요리
- 팔라우 요리
- 피지 요리

## 같이 보기
- 서양 요리
- 세계 요리